# Bryan Michael MacMahon

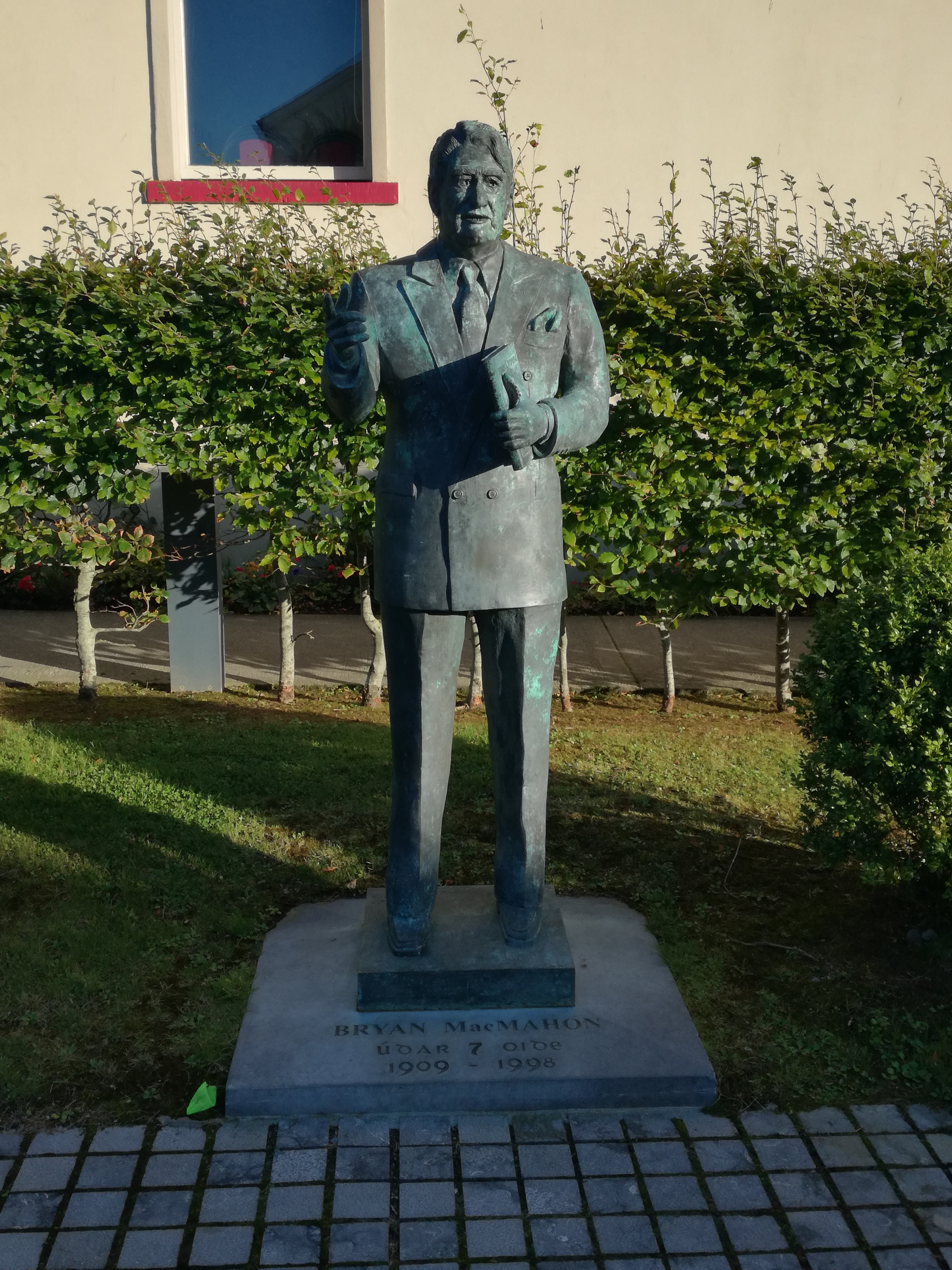
Bryan MacMahon

Bryan Michael MacMahon (* 29. September 1909 in Listowel, Irland; † 13. Februar 1998) war ein irischer Autor.

## Leben
MacMahon wurde 1909 als Sohn einer Lehrerin und eines Beamten geboren. In seinem Geburtsort besuchte er die Listowel Boys National School und das St. Michael´s College. Es schloss sich ein Besuch im Dubliner St. Patrick´s College an. MacMahon war dann als Direktor der Listoweler Schule Scoil Réalta na Maidine II tätig.
In Listowel gründete er eine Schauspieltruppe. MacMahon hielt in den USA, Kanada und mehreren europäischen Ländern Vorträge. 1963 hatte er eine Stelle als Gastdozent an der State University of Iowa in Iowa City in den USA inne.
Er war als Übersetzer tätig und arbeitete auch für Fernsehen und Radio. So verfasste er mehrere Fernsehstücke für Kinder, die in mehreren Ländern gesendet wurden. Er veröffentlichte Werke sowohl in englischer als auch in irischer Sprache.
Er war Mitglied der Irish Academy of Letters, des Linguistic Institute of Ireland sowie von Aosdána.

## Auszeichnungen
MacMahon wurde in den USA mit dem Catholic Press Award ausgezeichnet. 1980 erhielt er den Hennessy Literary Award. 1972 ernannte ihn die National University of Ireland zum Ehrendoktor der Rechtswissenschaften.

## Werke (Auswahl)
Mac Mahon schrieb neben Stücken und Kurzgeschichten auch Kinderbücher, Gedichte, Fernsehstücke und Romane. Darüber hinaus auch ein Sachbuch über Irland.
- The Lion Tamer and Other Stories, 1948
- The Bugle in the Blood, 1949
- Jackomoora and the King of Ireland´s Son, 1950
- Kinder der Morgenröte, 1952
- The Red Petticoat and Other Stories, 1955
- Song of the Anvile, 1960
- The Honey Spike, 1961
- Here´s Ireland, 1971
- The End of the World, 1976
- The Sound of Hooves and Other Stories, 1985
- The Master, 1992 (Autobiografie)

### Übersetzung
- Peig. The Autobiography of Peig Sayers of the Great Blasket Island, 1974, Übersetzung aus dem Irischen